# المحافظة الشمالية الشرقية (كينيا)
المحافظة الشمالية الشرقية هي إحدى محافظات كينيا السابقة. تبلغ مساحتها 127,358.5 كم2. كان سكانها من الناحية التاريخية وما زالوا ينحصرون على الأشخاص من ذوي الإثنية الصومالية.